# Kevin Moran
Kevin Bernard Moran (Iers: Caoimhín Bearnard Ó Móráin) (Dublin, 29 april 1956) is een Iers voormalig betaald voetballer. Hij was een centrale verdediger en speelde onder meer 10 jaar voor Manchester United, van 1978 tot 1988. Moran verzamelde 71 caps in het Iers voetbalelftal en scoorde zesmaal. Het laatst was hij aanvoerder van Blackburn Rovers van 1990 tot 1994. Daarnaast speelde hij Gaelic football van 1972 tot 1977, eveneens als centrale verdediger.

## Clubcarrière

### Manchester United en Sporting Gijón
Moran werd ingelijfd door Manchester United in 1978. De verdediger begon zijn loopbaan vier jaar eerder bij Bohemians in zijn thuisland. Manchester United was een slapende Europese reus en werd met ingang van de jaren tachtig gecoacht door "Big" Ron Atkinson. Onder diens leiding won Moran tweemaal de FA Cup, in 1983 en 1985.
In de FA Cup-finale van 1985 tegen Everton (1–0 winst) kreeg Moran de eerste rode kaart ooit in een FA Cup-finale. Vanaf 1986 werd de Schot Sir Alex Ferguson trainer en zou dat 26 seizoenen blijven. Moran verliet Manchester United in 1988, omdat hij onder Ferguson zelden speelde. Vervolgens bracht de verdediger twee seizoenen door in Spanje, bij Sporting Gijón.

### Terugkeer naar Engeland en Blackburn Rovers
Zijn laatste club was Blackburn Rovers. Hiermee eindigde Moran in zijn laatste seizoen 1993/1994, onder Kenny Dalglish, als tweede in de nog jonge Premier League achter Manchester United. Een jaar later, na Morans afscheid, werd Blackburn Rovers kampioen onder Dalglish.

## Interlandcarrière
Moran scoorde als verdediger zes keer voor het Iers voetbalelftal. Hij vertegenwoordigde zijn land als basisspeler op het WK 1990 in Italië, waar Ierland voor het eerst deelnam aan een WK-eindronde. Op het WK 1994 in de Verenigde Staten maakte Moran als ouderdomsdeken deel uit van de selectie die de achtste finales bereikte. Ierland werd daarin uitgeschakeld door Nederland, na doelpunten van Dennis Bergkamp en Wim Jonk in de eerste helft. Na dat toernooi nam hij afscheid.

## Erelijst
| FA Cup            | 2x | 1983, 1985 |
| FA Charity Shield | 1x | 1983       |